# 1995년 팬아메리칸 게임

1995년 팬아메리칸 게임은 1995년 3월 12일부터 3월 26일까지 아르헨티나의 마르델플라타에서 열린 12번째 팬아메리칸 게임이다.

## 참가국
- 아르헨티나 (개최국)
- 아루바
- 앤티가 바부다
- 바하마
- 바베이도스
- 벨리즈
- 버뮤다
- 볼리비아
- 브라질
- 영국령 버진아일랜드
- 캐나다
- 케이맨 제도
- 칠레
- 콜롬비아
- 코스타리카
- 쿠바
- 도미니카 연방
- 도미니카 공화국
- 에콰도르
- 엘살바도르
- 그레나다
- 과테말라
- 가이아나
- 아이티
- 온두라스
- 자메이카
- 멕시코
- 네덜란드령 안틸레스
- 니카라과
- 파나마
- 파라과이
- 페루
- 푸에르토리코
- 세인트루시아
- 세인트키츠 네비스
- 세인트빈센트 그레나딘
- 수리남
- 트리니다드 토바고
- 미국
- 우루과이
- 미국령 버진아일랜드
- 베네수엘라

## 개최 종목
- 가라테
- 근대5종
- 농구
- 다이빙
- 라켓볼
- 레슬링
- 롤러 스케이팅
- 바스크 펠로타
- 배드민턴
- 배구
- 복싱
- 볼링
- 사격
- 사이클
- 수영
- 수상스키
- 소프트볼
- 스쿼시
- 싱크로나이즈드 스위밍
- 승마
- 야구
- 양궁
- 역도
- 유도
- 육상
- 요트
- 인라인 하키
- 조정
- 축구
- 체조
- 카누
- 탁구
- 태권도
- 테니스
- 트라이애슬론
- 필드 하키
- 펜싱
- 핸드볼

## 메달 집계
| 순위 | 국가                  | 금메달 | 은메달 | 동메달 | 합계 |
| ---- | --------------------- | ------ | ------ | ------ | ---- |
| 1    | 미국                  | 170    | 145    | 110    | 425  |
| 2    | 쿠바                  | 112    | 66     | 60     | 238  |
| 3    | 캐나다                | 47     | 61     | 69     | 177  |
| 4    | 아르헨티나            | 40     | 45     | 74     | 159  |
| 5    | 멕시코                | 23     | 20     | 37     | 80   |
| 6    | 브라질                | 18     | 27     | 37     | 82   |
| 7    | 베네수엘라            | 9      | 14     | 25     | 48   |
| 8    | 콜롬비아              | 5      | 15     | 28     | 48   |
| 9    | 칠레                  | 2      | 6      | 10     | 18   |
| 10   | 푸에르토리코          | 1      | 9      | 12     | 22   |
| 11   | 우루과이              | 1      | 4      | 3      | 8    |
| 12   | 과테말라              | 1      | 1      | 6      | 8    |
| 13   | 도미니카 공화국       | 1      | 1      | 5      | 7    |
| 14   | 네덜란드령 안틸레스   | 1      | 1      | 4      | 6    |
| 15   | 에콰도르              | 1      | 1      | 3      | 5    |
| 16   | 페루                  | 0      | 3      | 4      | 7    |
| 17   | 미국령 버진아일랜드   | 0      | 3      | 0      | 3    |
| 18   | 자메이카              | 0      | 2      | 2      | 4    |
| 18   | 니카라과              | 0      | 2      | 2      | 4    |
| 20   | 바하마                | 0      | 2      | 1      | 3    |
| 21   | 파라과이              | 0      | 1      | 2      | 3    |
| 22   | 코스타리카            | 0      | 1      | 1      | 2    |
| 23   | 도미니카 연방         | 0      | 1      | 0      | 1    |
| 23   | 엘살바도르            | 0      | 1      | 0      | 1    |
| 23   | 파나마                | 0      | 1      | 0      | 1    |
| 26   | 트리니다드 토바고     | 0      | 0      | 6      | 6    |
| 27   | 온두라스              | 0      | 0      | 2      | 2    |
| 27   | 수리남                | 0      | 0      | 2      | 2    |
| 29   | 앤티가 바부다         | 0      | 0      | 1      | 1    |
| 29   | 버뮤다                | 0      | 0      | 1      | 1    |
| 29   | 세인트빈센트 그레나딘 | 0      | 0      | 1      | 1    |
| 합계 | 합계                  | 432    | 433    | 508    | 1373 |